# Dlhavölgy
Dlhavölgy (szlovákul Dlhá nad Kysucou) község Szlovákiában, a Zsolnai kerületben, a Csacai járásban.

## Fekvése
Turzófalvától 3 km-re délkeletre fekszik, több hegyi telep tartozik hozzá.

## Története
A község 1954-ben alakult Turzófalva és Nagydivény határából, a 20. század elején azonban területe még nagyrészt Trencsénhosszúmezőhöz, kisebb részt Nagydivényhez és Neszlényhez tartozott. Elnevezését Trencsénhosszúmező szlovák neve (Dlhé Pole) után kapta, amit földrajzi fekvésére utaló jelzővel egészítettek ki, mivel az anyaközségtől északra, a Vág és a Kiszuca közötti vízválasztón túl, az utóbbi medencéjében található.

## Népessége
| Év:            | 1994. | 2004.   | 2014.    | 2024.   |
| -------------- | ----- | ------- | -------- | ------- |
| Emberek száma: | 480   | 503     | 633      | 619     |
| Eltérés:       |       | +4,79 % | +25,84 % | -2,21 % |

| Év:            | 2023. | 2024.   |
| -------------- | ----- | ------- |
| Emberek száma: | 620   | 619     |
| Eltérés:       |       | -0,16 % |

2001-ben 517 lakosából 485 szlovák volt.
2011-ben 633 lakosából 588 szlovák volt.